# Aglia decolor
Aglia decolor är en fjärilsart som beskrevs av Schultz. 1905. Aglia decolor ingår i släktet Aglia och familjen påfågelsspinnare. Inga underarter finns listade i Catalogue of Life.